# غريلو
غريلو (بالبرتغالية: Grillo‏) هو لاعب كرة قدم برازيلي، ولد في 17 نوفمبر 1986 في Iporã do Oeste ‏ في البرازيل. لعب مع Copagril Futsal ‏.